# Jaume Rolíndez i Fonollosa
Jaume Rolíndez Fonollosa (Benicarló, 1934) és un escriptor valencià. Dedicat professionalment a la docència, comença a publicar a mitjans de la dècada dels 90, amb una bibliografia que agafa diversos gèneres, i en els quals sovint hi segueix una temàtica d'àmbit local i comarcal.
El seu primer llibre és Des de la Tossa, el títol del qual fa referència a una muntanya del terme benicarlando. S'edita l'any 1996 a càrrec de la també cadufera Penya Setrill. L'any següent, l'Associació Cultural Alambor li publica el text teatral de L'Estel del Collet. Nadal a Benicarló, una dramatúrgia popular que ubica el poble i terme de la ciutat maestratenca amb els símbols més coneguts de la tradició nadalenca, i que es representa cada desembre a aquesta localitat, des de 1998.
En 1997 hi guanya el Premi Vila de Nules amb Tu, un guardó que revalidarà tres anys després amb N'hem de parlar, Roser. Ambdues són editades per l'ajuntament de la Plana Baixa. Hi torna als temes més locals amb les rondalles de Benicarló, país de cadufs (Caixa Rural de Benicarló, 2001) i els poemes infantils de Juguem a cucassela? (Alambor, 2002). Amb Manel Garcia Grau hi va escriure a quatre mans la novel·la juvenil La profecia del Papa Luna, ambientada en la comarca del Baix Maestrat i que edita Prodidacta Abril en 2004., L'any següent, el Centre d'Estudis del Maestrat li publica Cercant l'ànima del Maestrat dels castells, en la qual Rolíndez duu a terme una visió poètica del paisatge comarcà.
Després de quasi una dècada sense publicar, torna en 2013 amb Paraules menudes (Onada Edicions), poemari en el que canta a la criança dels nadons. I en el camp d'historiografia local, hi publica Sense treva: 50 anys de Càritas a Benicarló (2014) amb Aurelio Camarero i Famílies tradicionals de Benicarló (2015-2016) junt Pedro Manchón, totes elles dins del catàleg d'Onada.

## Obra literària
- Des de la Tossa (1996)
- L'Estel del Collet. Nadal a Benicarló (1997)
- Tu (1997)
- N'hem de parlar, Roser (2000)
- Benicarló, país de cadufs (2001)
- Juguem a cucassela? (2002)
- La profecia del Papa Luna (2004, amb Manel Garcia Grau)
- Cercant l'ànima del Maestrat dels castells (2005)
- Paraules menudes (2013)
- Sense treva: 50 anys de Càritas a Benicarló (2014, amb Aurelio Camarero)
- Famílies tradicionals de Benicarló. Volum I (2015, amb Pedro Manchón)
- Famílies tradicionals de Benicarló. Volum II (2016, amb Pedro Manchón)